# Коле Ангеловски
Никола (Коле) Ангеловски (на македонска литературна норма: Никола Ангеловски) е актьор и режисьор от Социалистическа република Македония.

## Биография
Роден е на 14 март 1943 г. в град Скопие в семейството на Борис и Костадинка Ангеловски. Има брат Владимир Ангеловски, който също е актьор. Завършва актьорско майсторство в Театралната академия в Белград. През 1968 г. започва да играе на сцената на Драматичен театър. Сред по-известните му роли са на Секула в „Яне Задрогаз“, Ръгби в „Бълха в ухото“, Допчински в „Ревизор“. Освен това режисира театрални постановки и филми.

## Филмография
- До победата и след нея ‎ (1966) – Боро
- Македонска кървава сватба ‎ (1967)
- Македонският дял от пъкъла ‎ (1971) – Цане
- Нали ти рекох‎ (1977)
- Цървеният кон (1981)